# Christian Maruschka
Christian Maruschka (* 7. Mai 1971 in Lich) ist ein deutscher Basketballfunktionär.

## Leben
Maruschka, der eine Lehre zum Groß- und Außenhandelskaufmann durchlief, schaffte als Jugendlicher den Sprung in die Auswahl des Hessischen Basketball-Verbands. Ab 1988 war er unter Trainer Stefan Koch Spieler bei der Herrenmannschaft des TV Lich (damals in der Oberliga) und spielte mit der Mannschaft 1991/92 in der 2. Basketball-Bundesliga. Anschließend war er beim selben Verein Trainer, betreute die zweite Herrenmannschaft. 1995 war er bei Bipa Moda Odessa in der Ukraine Co-Trainer von Stefan Koch und dann wieder in Lich tätig. 1997 wechselte Maruschka von der zweiten Licher Mannschaft zum Bundesligisten MTV 1846 Gießen und war dort erneut unter Koch Co-Trainer. Anschließend war er beim TV Lich als Manager tätig. Ab Beginn der Saison 2000/01 war er gemeinsam mit Jens Ihle Geschäftsführer der Betreibergesellschaft der Gießener Bundesligamannschaft Gießen 46ers, ab 2003 dann in Alleinverantwortung. Maruschka blieb bis 2006 im Amt. Am 1. September 2006 trat er eine Stelle bei einem heimischen Wohn- und Systembauunternehmen an und übernahm später auch die Geschäftsführung dieser Immobilienfirma. Das Amt hatte er bis Mai 2021 inne. Dem Basketballsport blieb er unter anderem als Vorstandsmitglied des Vereins Lich Basketball verbunden und er bestritt Wettkämpfe mit der Altherrenmannschaft des TV Lich.